# آگوتی تاج‌دار
آگوتی تاج‌دار (نام علمی: Dasyprocta cristata) نام یک گونه از سرده آگوتی است.